# Венн, Джон
Джон Венн (англ. John Venn; 4 августа 1834, Халл (Йоркшир) — 4 апреля 1923, Кембридж) — английский логик и философ. Он известен тем, что ввёл диаграммы Эйлера — Венна, которые используются во многих областях, таких как теория множеств, теория вероятностей, логика, статистика и информатика.

## Биография

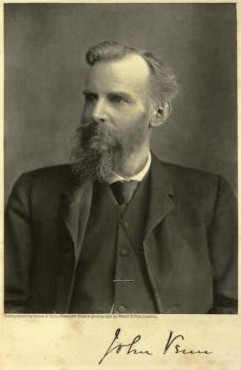
Венн и его подпись

Джон родился в 1834 году в городе Кингстон-апон-Халл, в семье преподобного Генри Венна, который на момент рождения Джона был настоятелем прихода Драйпул вблизи Халла, и Марты Сайкс из Суонленда, которая скончалась, когда Джону было всего три года.
Отец Джона Венна известен своей ролью в евангельском христианском движении. «Общество миссий в Африке и на Востоке», которое было основано евангельским духовенством Английской церкви в 1799 году, а в 1812 году оно было переименовано в «Церковь миссионерского общества для Африки и Востока». Генри Венн был секретарём этого общества с 1841 года. Он переехал в Хайгейт неподалёку от Лондона, с тем чтобы исполнять свои обязанности, и занимал эту должность вплоть до своей смерти в 1873 году.
Джон Венн начал своё образование в Лондоне, в школе сэра Роджера Чолмели (Sir Roger Cholmeley), которая сейчас известна как школа Хайгейт, а затем учился в частной подготовительной школе Ислингтона. Как и следовало ожидать, Джон был строго воспитан, и не было сомнений, что он последует семейной традиции в христианском служении.
После школы Хайгейт (Highgate School) в 1853 году он поступил в Гонвилл и Кай-колледж в Кембридже (Gonville and Caius College, Cambridge). Он был удостоен стипендии по математике на втором году обучения, и выпустился в 1857 году, заняв шестое место из числа студентов, которые получили первую степень по математике. Венн окончил колледж со степенью бакалавра искусств и вскоре был избран членом колледжа, коим оставался всю жизнь.
Через год после его окончания, в 1858 году он был посвящён в сан диакона в соборе Или (Ely Cathedral), а ещё через год был рукоположён в сан священника. Он служил викарием сначала в Чешант (Cheshunt), Хартфордшир, а затем в течение года в Мортлейк (Mortlake), графство Суррей. В 1862 году он вернулся в Кембриджский университет в качестве лектора по моральным наукам, изучая и преподавая логику и теорию вероятностей. Сильней всего он интересовался логикой, философией и метафизикой, читал трактаты де Моргана, Буля, Джона Остина, и Джона Стюарта Милля. В Кембридже он нашел общие интересы со многими учеными, такими, как, например, Айзек Тодхантер.
В 1867 он женился на Сюзанне Карнеги Эдмонстон, дочери преподобного Чарльза Эдмонстона. У них был один ребёнок, сын Джон Арчибальд Венн, который работал с отцом над совместными исследовательскими проектами, а в 1932 году стал президентом Куинз-колледжа в Кембридже.
В 1883 году Венн был избран членом Королевского общества, а также был удостоен степени Доктора наук Кембриджа. В этом же году он оставил священство, потому что обнаружил, что больше не может следовать тридцати девяти законам Церкви Англии. В то время число споров вокруг этих законов увеличилось и многие люди потеряли веру в церковь. 

## Труды и работы
Основной областью интереса Джона была логика, и он опубликовал три работы по этой теме. Это были «Логика случая» (англ. The Logic of Chance), в которой вводится интерпретация частоты или частотная теория вероятностей в 1866; «Символьная логика» (англ. Symbolic Logic), в которой были введены диаграммы Венна в 1881; «Принципы эмпирической логики» (англ. The Principles of Empirical Logic) в 1889, в которой приводятся обоснования обратных операций в булевой логике.
Венн расширил математическую логику Буля и более всего известен среди математиков и логиков за его схематический способ представления множеств и их объединений и пересечений. Он рассмотрел три диска R, S, T и как типичные подмножества множества U. Пересечения этих дисков и их дополнений разделили U на восемь неперекрывающихся областей, объединения, которых дают 256 различных булевых комбинации исходных множеств R, S, T.
Использование геометрических представлений для иллюстрации логики силлогизмов произошли не от Венна, ими часто пользовался Готфрид Лейбниц. Венн пришёл к критическому рубежу методов, использующих в XIX веке диаграммы Джорджа Буля и Огастеса де Моргана, и написал труд «Символьная логика» (англ. Symbolic Logic) для того, чтобы представить свои собственные интерпретации и корректировки работ Буля. До публикации этой книги Венн прославился статьёй «On the Diagrammatic and Mechanical Representation of Prepositions and Reasonings», опубликованной в журналах «Philosophical Magazine» (дословно — «Философский журнал») и «Журнал Наука» (англ. Journal of Science) в июле 1880 года.
В 1888 году интерес Венна обратился по направлению к истории, и он пожертвовал свою большую коллекцию книг по логике библиотеке Кембриджского университета. В 1897 опубликовал Историю Биографии Гонвилл и Кай колледжа 1349—1897 (англ. The Biographical History of Gonville and Caius College 1349—1897). В 1910 он выпустил трактат о Джоне Кае, одном из основателей своего колледжа. Три года спустя издал книгу под названием «Ранняя университетская жизнь» (англ. Early Collegiate Life), это коллекция его работ, описывающих студенческую жизнь в ранние годы Кембриджского университета. Вместе со своим сыном он взял на себя задачу составления истории выпускников Кембриджского университета (Alumni Cantabrigienses); первое издание вышло в 1922 году, а последнее в 1953.
Ко всему Венн обладал редким талантом в строительстве машин. Он использовал его при создании машины для метания шаров для крикета, которая была настолько хороша, что, когда австралийская команда по крикету посетила Кембридж в 1909 году, машина Венна выбила одну из главных звёзд четыре раза.
С именем Венна связана логическая задача Венна, приведённая им в «Символьной логике».

## Память
- В столовой Кембриджа в его память установлен витраж с изображением диаграммы Венна.
- В университете города Халл в 1928 в его честь было построено здание.
- В ходе недавнего опроса BBC, Венн был признан третьим величайшим математиком современности после сэра Исаака Ньютона и Леонарда Эйлера, которые заняли первое и второе место соответственно.[источник не указан 3871 день]

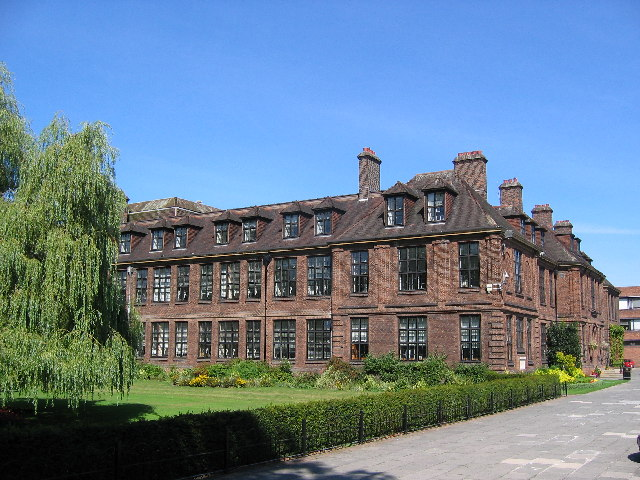
Здание университета Халл, построенное в честь Джона Венна
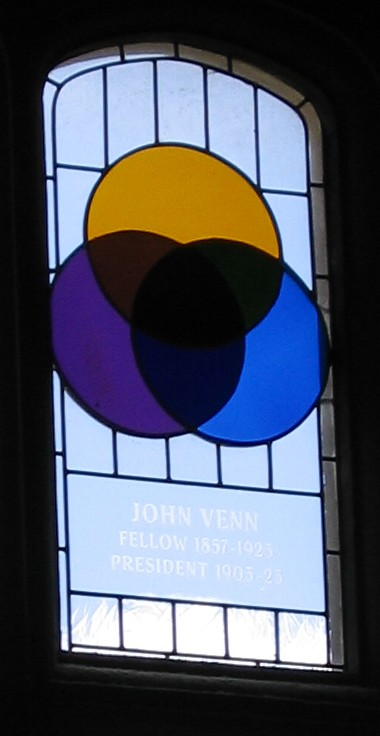
Мемориальный витраж в Кембридже (Gonville and Caius College, Cambridge), посвящённый Венну